# Вьё-Буко-ле-Бен
Вьё-Буко-ле-Бен (фр. Vieux-Boucau-les-Bains) — коммуна на юго-западе Франции в департаменте Ланды (регион Аквитания).
Среди коммун департамента Ланды Вьё-Буко-ле-Бен имеет самую маленькую площадь.
Коммуна расположена на территории заповедных ландских лесов в историческом крае Маренсен природной области Гасконские Ланды. Вьё-Буко-ле-Бен является морским курортом французского Серебряного берега. На территории коммуны имеется три пляжа на атлантическом побережье и один пляж на берегу озера.
К югу от Вьё-Буко в Атлантический океан впадает ручей Сустон, являющийся водосливом пруда Сустон.
Около 1310 года после сильнейшего урагана река Адур, прежде впадавшая в океан возле посёлка Капбретон, изменила своё русло, и новое устье образовалось на территории соседнего посёлка Мессанж. Устье реки Адур в то время составляло 1200 метров в ширину и 30 метров в глубину, поэтому здесь построили гавань, получившую громкое название «Порт д’Альбре», и она стала наилучшей защитой для кораблей на юге Аквитании. Движение воды в устье реки препятствовало наносу песков, от которого страдали соседние районы.
После того как в 1578 году русло Адура было отведено в Байонну стараниями инженера Луи де Фуа (фр. Louis de Foix), прежнее устье неизбежно занесло песком и посёлок на месте современной коммуны Вьё-Буко-ле-Бен постепенно опустел; на смену яркому имени пришло название «старый порт» (то есть, «Вьё-Буко») и «старое устье». Жилища постепенно разрушились, а камни многих построек обжигали для получения извести.
В 1970-х годах на территории коммуны Вьё-Буко создали искусственное озеро и туристический комплекс, получившие прежнее название посёлка «Port d’Albret». В летние месяцы число жителей коммуны вырастает до 10 — 15 тысяч человек.